# 阿舍贝格
阿舍贝格（德語：Ascheberg，發音：[ˈaʃəbɛʁk]）是德国北莱茵-威斯特法伦州明斯特行政区科斯费尔德县的市镇，面积106.32平方千米，2023年12月31日人口为16,012人。